# Savoy (Texas)
Savoy è un comune (city) degli Stati Uniti d'America della contea di Fannin nello Stato del Texas. La popolazione era di 831 abitanti al censimento del 2010.

## Geografia fisica
Savoy è situata a 33°36′05″N 96°21′50″W (33.601262, -96.363793).
Secondo lo United States Census Bureau, la città ha una superficie totale di 2 km², dei quali 2 km² di territorio e 0 km² di acque interne (0% del totale).
Il suo confine occidentale è la linea della contea di Grayson. La Texas State Highway 56 attraversa la città, conducendo ad est 11 miglia (18 km) a Bonham, il capoluogo della contea di Fannin, e a ovest 2,5 miglia (4,0 km) a Bells. La U.S. Route 82 passa 1 miglio (1,6 km) a nord di Savoy, che porta a est a Bonham e a 16 miglia (26 km) a ovest da Sherman.

## Società

### Evoluzione demografica
Secondo il censimento del 2010, la popolazione era di 831 abitanti.

### Etnie e minoranze straniere
Secondo il censimento del 2010, la composizione etnica della città era formata dal 93,38% di bianchi, il 2,29% di afroamericani, il 2,05% di nativi americani, lo 0,48% di asiatici, lo 0% di oceanici, lo 0,12% di altre razze, e l'1.68% di due o più etnie. Ispanici o latinos di qualunque razza erano il 3,61% della popolazione.